# Machaerus
Machaerus (Μαχαιροῦς, ze starořeckého μάχαιρα, dosl. 'makhaira' [meč]; hebrejsky מכוור‎, arabsky قلعة مكاور‎, počeštěně Macheront) byl hasmonejský palác na vrcholu kopce a pouštní pevnost, nyní v troskách, která se nachází ve vesnici Mukawir v Jordánsku, 25 km jihovýchodně od ústí řeky Jordán na východním pobřeží Mrtvého moře.
Podle židovsko-římského historika Flavia Josepha zde byl uvězněn a popraven Jan Křtitel. Podle biblické chronologie Mt 14, 3-12 (Kral, ČEP) Mk 6, 16-29 (Kral, ČEP) se poprava konala kolem roku 32 n. l. krátce před Velikonocemi po dvouletém věznění. V příběhu vystupují další novozákonní postavy: syn Heroda Velikého tetrarcha Herodes Antipas, jeho nezákonná žena princezna Herodiada a její dcera princezna Salome.

## Historie

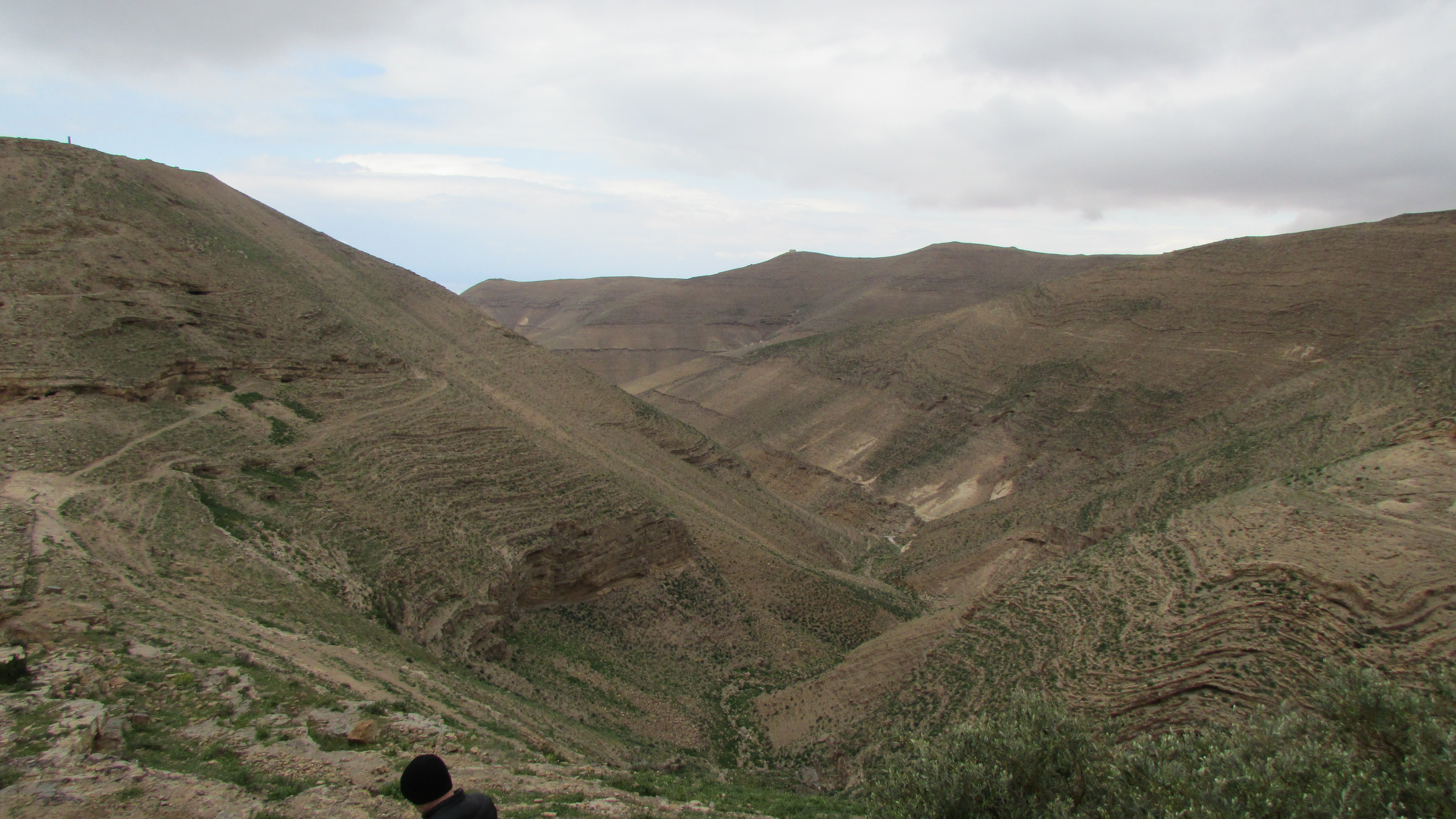
Údolí severně od pevnosti Machareus

Pevnost Machaerus byla původně postavena hasmonejským králem Alexandrem Janneem (104 př. n. l. – 78 př. n. l.) kolem roku 90 př. n. l. a sloužila jako důležitý strategický bod. Její vysoké skalnaté stanoviště bylo obtížně přístupné a invaze z východu se odtud daly snadno zpozorovat. Nacházela se také na dohled od dalších hasmonejských (a později herodovských) citadel, takže bylo možné dát signál dalším pevnostem, pokud se na obzoru objevily potíže. Přesto byla pevnost v roce 57 př. n. l. zničena Pompeiovým generálem Gabiniem, ale později ji Herodes Veliký v roce 30 př. n. l. obnovil, aby sloužila jako vojenská základna k ochraně jeho území na východ od Jordánu.
Po smrti Heroda Velikého přešla pevnost do rukou jeho syna Heroda Antipy, který vládl od roku 4 př. n. l. do roku 39 n. l. V této době, na počátku 1. století n. l., byl na Machaeru uvězněn a sťat Jan Křtitel.
Po sesazení a vyhnání Heroda Antipy v roce 39 n. l. připadl Machaerus Herodu Agrippovi I. až do jeho smrti v roce 44 n. l., poté přešel pod římskou správu. Po roce 66 n. l. převzali vládu židovští povstalci během prvního židovského povstání. Krátce po porážce židovské posádky v Herodiu se římský legát Lucilius Bassus vydal se svými vojáky na Machaerus a v roce 72 n. l. ho začal obléhat. Pro usnadnění přístupu římských obléhacích strojů byl vytvořen násep a rampa, ale židovští povstalci kapitulovali ještě před zahájením římského útoku. Povstalcům bylo umožněno odejít a pevnost byla stržena, přičemž zůstaly nedotčeny pouze její základy.

## Popis

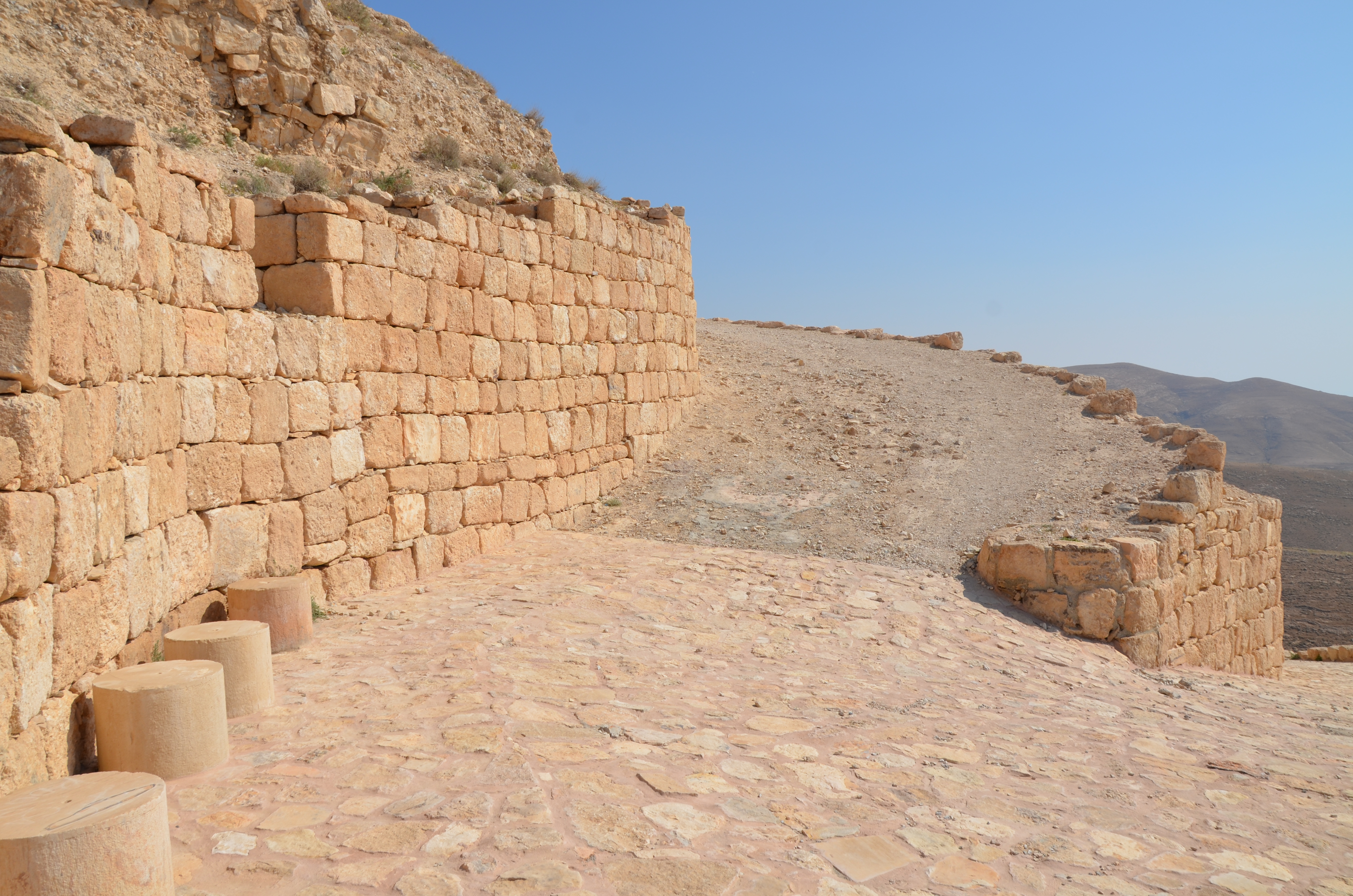
Pozůstatek zdi

Josephus podává úplný popis pevnosti Machaerus v Židovské válce. Vrchol kopce se tyčí asi 1 100 metrů nad hladinou Mrtvého moře, je ze všech stran obklopen hlubokými roklemi, které mu poskytují silnou přírodní ochranu. Údolí na západě se táhne 60 stadií až k Mrtvému moři (v Josefově podání Asfaltové jezero). Údolí na východě klesá do hloubky sto loktů (150 stop = 45,72 m).
Herodes Veliký považoval toto místo za hodné nejsilnějšího opevnění, zejména kvůli jeho blízkosti k Arábii. Na vrcholu hory, obklopující hřeben, postavil 100 metrů dlouhou a 60 metrů širokou pevnostní zeď se třemi nárožními věžemi, z nichž každá byla vysoká šedesát loktů (90 stop = 27 m). Uprostřed opevněného areálu byl postaven palác. K zachycování dešťové vody byly zřízeny četné cisterny.
Královské nádvoří v pevnosti je považováno za jednu z nejbližších a nejlepších existujících archeologických paralel k Herodově Gabatě v jeruzalémském pretoriu, kde Pilát Pontský soudil Ježíše Nazaretského.

## Vykopávky

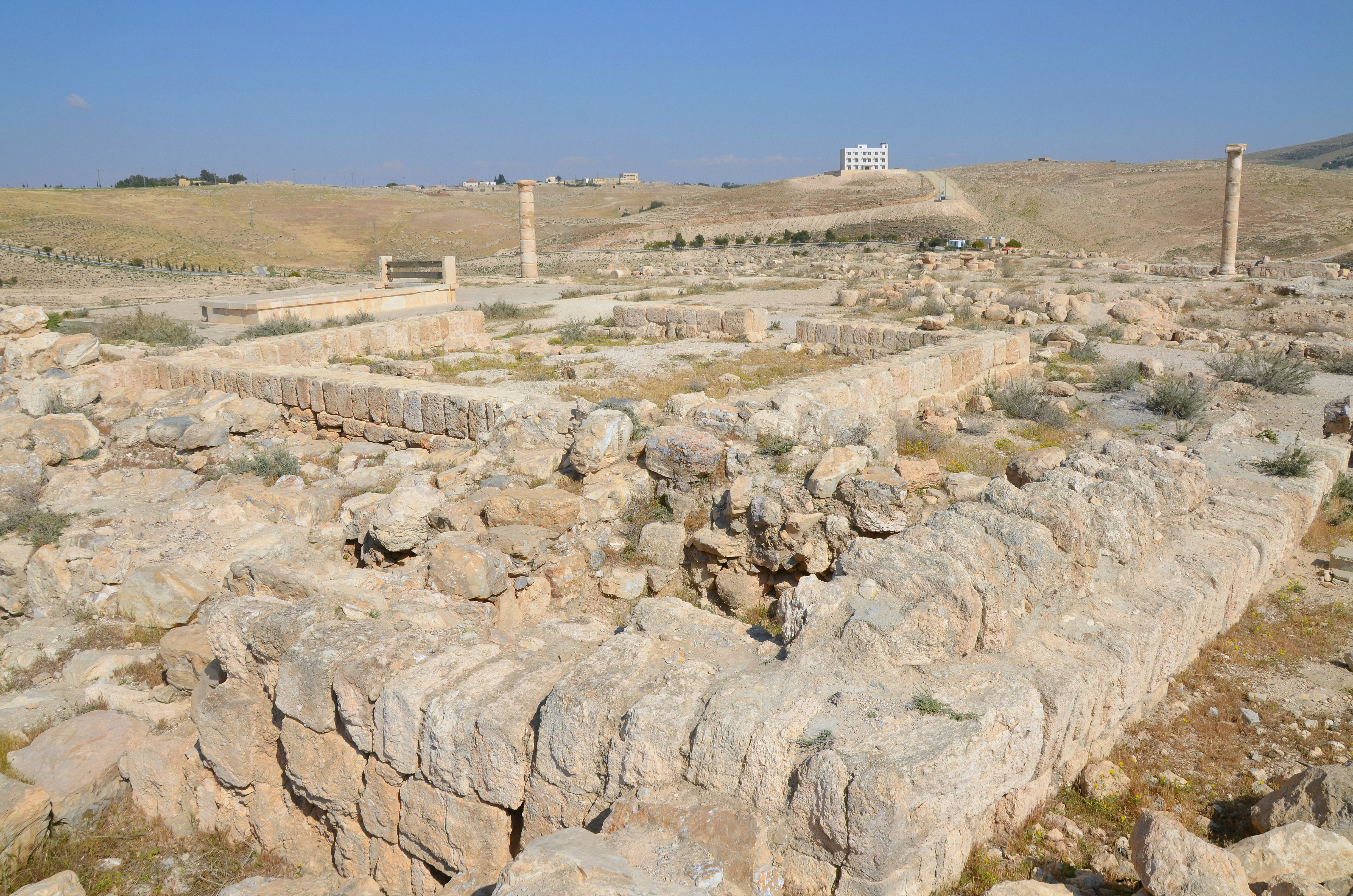
Pevnost Machaerus

Vesnice na náhorní plošině východně od hory se nazývá arabsky Mukawir. Místo navštívil v roce 1807 fríský badatel Ulrich Jasper Seetzen a název vesnice mu připomněl řecké jméno Machaerus. Archeologické vykopávky v Machaeru zahájil roku 1968 Jerry Vardaman, který tehdy působil na Jižním baptistickém teologickém semináři a později byl ředitelem Cobbova archeologického institutu na Mississippské státní univerzitě. V roce 1973 německý badatel August Strobel identifikoval a prozkoumal zeď, kterou Římané obklopili obránce uvnitř pevnosti. V letech 1978–1981 prováděli vykopávky Virgilio Corbo, Stanislao Loffreda a Michele Piccirillo z organizace Studium Biblicum Franciscanum v Jeruzalémě.

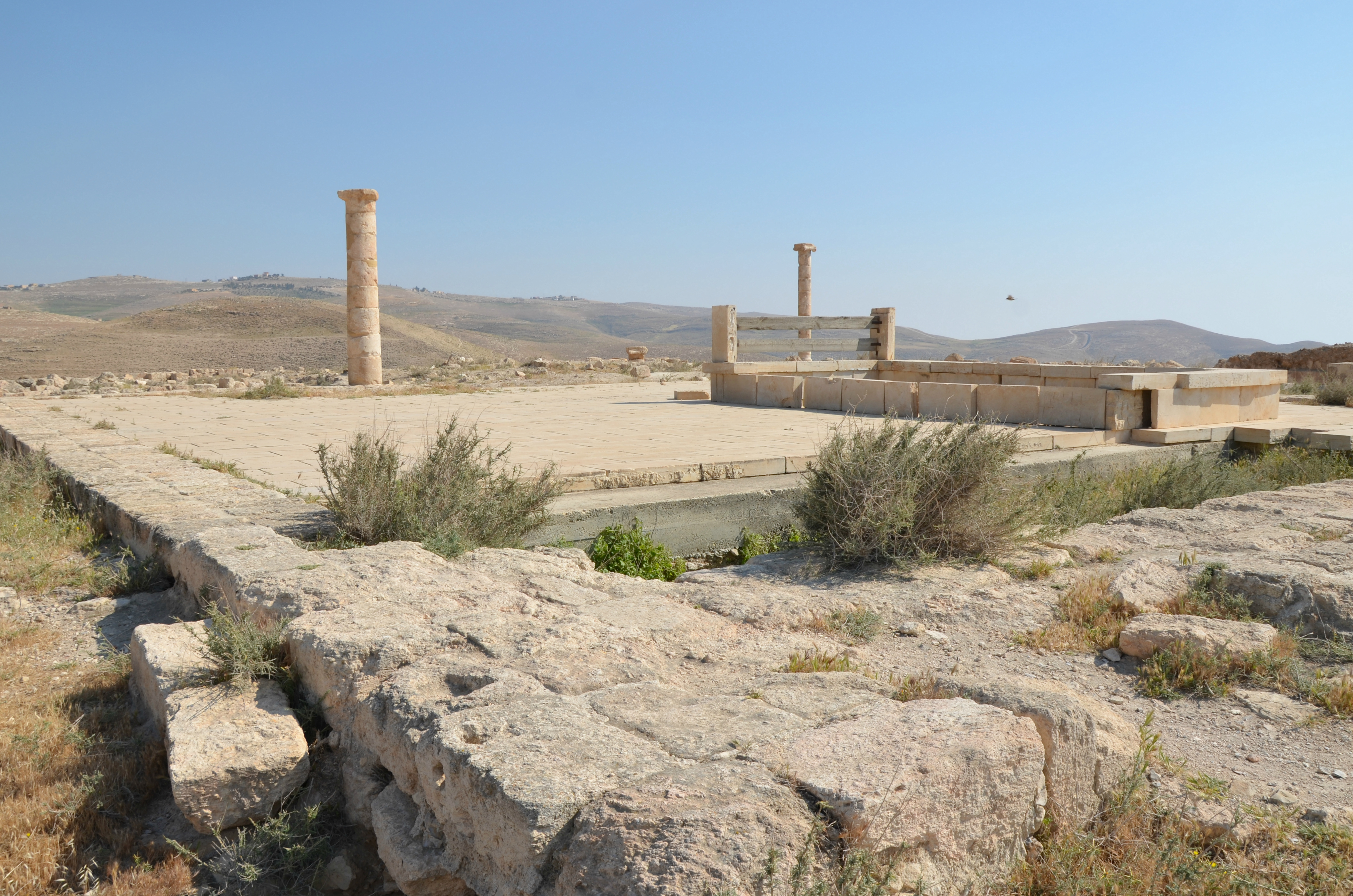
Pevnost Machaerus

V opevněném areálu pevnosti se nacházejí ruiny Herodova paláce včetně pokojů, velkého nádvoří a důmyslné lázně, z nichž se dochovaly fragmenty podlahové mozaiky. Dále na východním svahu kopce se nacházejí další hradby a věže, které snad představují "dolní město", o němž Josephus rovněž psal. Z východu je také patrný akvadukt, který přiváděl vodu do cisteren pevnosti. Keramika nalezená v této oblasti pochází z pozdně helénistického až římského období a potvrzuje dvě hlavní období obsazení, a to hasmonejské (90 př. n. l. – 57 př. n. l.) a herodiánské (30 př. n. l. – 72 n. l.), přičemž krátce po roce 72 n. l. byla lokalita znovu obsazena a dál již nebylo nic – tak dokonale a systematicky Římané pevnost zničili.

## Anastylóza

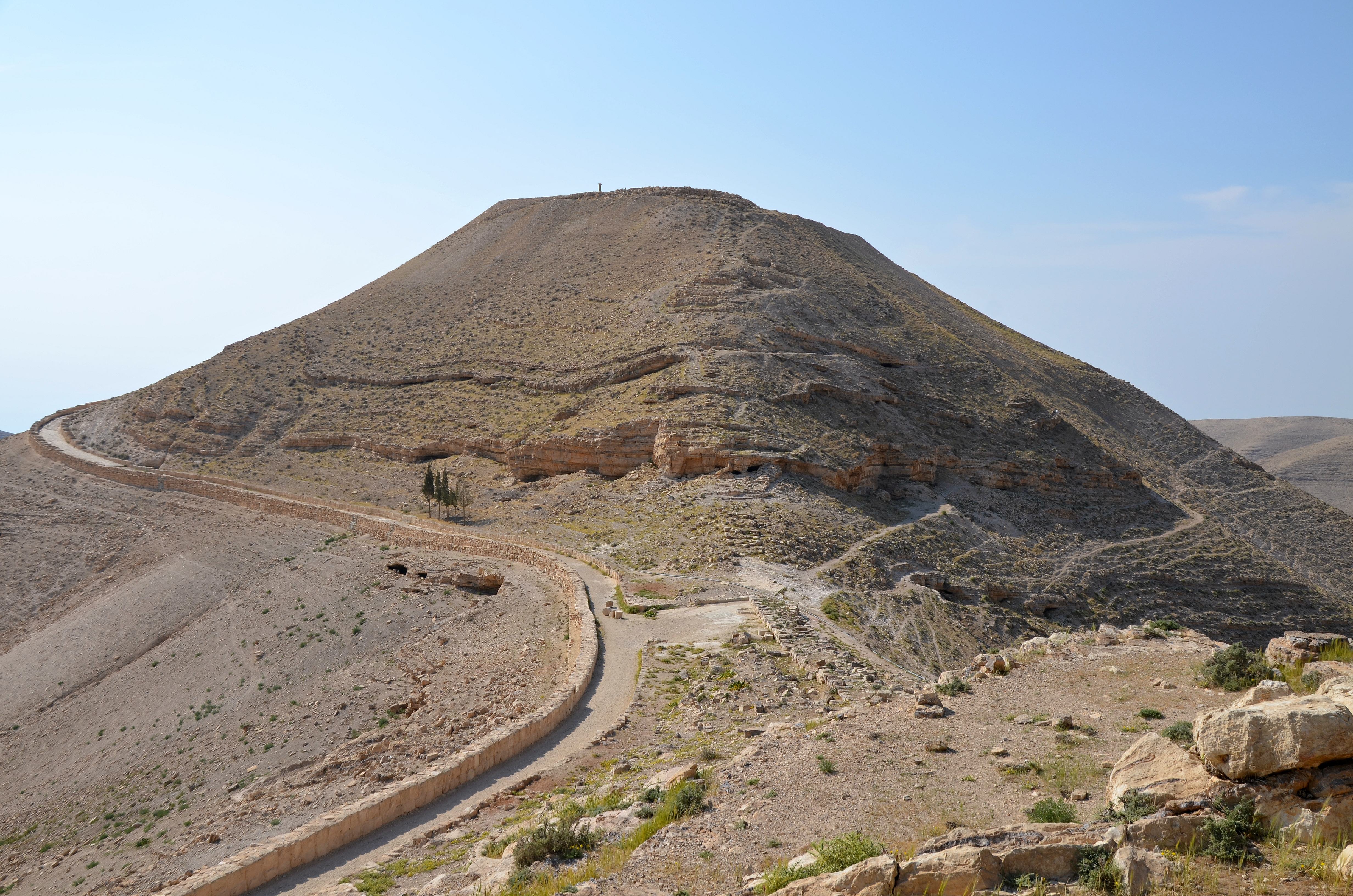
Přístupová cesta

Na jaře 2014 dokončil archeolog Győző Vörös s týmem z Maďarské akademie krásných umění a ve spolupráci s princem El Hassanem bin Talalem a Montherem Jamhawim, generálním ředitelem památek v Jordánsku, rekonstrukci a znovupostavení dvou starověkých sloupů na místě na základě principu anastylózy. Jeden dórský sloup z královského nádvoří a jeden jónský sloup z královských lázní byly vyčištěny a konzervovány in situ a spojeny pomocí empolí (zátek) z nerezové oceli, které byly vloženy do původních otvorů pro empolie ve středu sloupu. Tým také na základě archeologických nálezů vytvořil digitální rekonstrukci toho, jak by palác vypadal.
Archeologové pod vedením Győző Vöröse rovněž nalezli i místo, kde stál mohutný trůn Heroda Antipy, na němž král seděl v průběhu oslav svých narozenin v polokruhovém výklenku na konci impozantního královského nádvoří o ploše 650 čtverečních metrů, na kterém Salome předváděla svůj tanec.